# Anaerovorax
Anaerovorax è un genere di batterio appartenente alla famiglia delle Eubacteriaceae.